# La Cassaigne
La Cassaigne är en kommun i departementet Aude i regionen Occitanien  i södra Frankrike. Kommunen ligger  i kantonen Fanjeaux som ligger i arrondissementet Carcassonne. År 2022 hade La Cassaigne 188 invånare.

## Befolkningsutveckling
Antalet invånare i kommunen La Cassaigne
Referens: INSEE